# Hegésino
Hegésino (em grego:  Ἡγησίνος), de Pérgamo, foi um filósofo acadêmico, sucessor de Evandro e o antecessor imediato de Carnéades como escolarca da Academia de Platão. Este aparentemente em atividade por volta de 185 a.C.